# Goeldia mexicana
Espèce
Synonymes
- Temecula mexicana O. Pickard-Cambridge, 1896

Goeldia mexicana est une espèce d'araignées aranéomorphes de la famille des Titanoecidae.

## Distribution
Cette espèce se rencontre au Mexique au Honduras, au Costa Rica et au Panama.

## Description
Le mâle décrit par F. O. Pickard-Cambridge en 1902 mesure 5,75 mm et la femelle 6 mm.
Le mâle décrit par Almeida-Silva et Brescovit en 2024 mesure 5,56 mm et la femelle 4,50 mm, les femelles mesurent de 3,5 à 5,93 mm.

## Systématique et taxinomie
Cette espèce a été décrite sous le protonyme Temecula mexicana par O. Pickard-Cambridge en 1896. Elle est placée en synonymie avec Goeldia funesta par Lehtinen en 1967. Elle est relevée de synonymie par Leech en 1972.

## Publication originale
- O. Pickard-Cambridge, 1896 : « Arachnida. Araneida. » Biologia Centrali-Americana, Zoology, London, vol. 1, p. 161-224 (texte intégral).